# Zalew Wiślany i Mierzeja Wiślana
Zalew Wiślany i Mierzeja Wiślana (kod PLH280007) – specjalny obszar ochrony siedlisk sieci Natura 2000, zlokalizowany na terenie województwa pomorskiego. Obszar obejmuje łączną powierzchnię (wodną i lądową) 40862,31 ha,  z tego 74,45 procent to akweny. Teren wyznaczony został w celu długotrwałego zabezpieczenia naturalnych siedlisk życia, populacji zagrożonych wymarciem gatunków roślin (lnica wonna (Linaria loeselii) oraz populacji zagrożonych wymarciem gatunków zwierząt (z wyłączeniem ptaków) takich jak: ciosa (Pelecus cultratus), parposz (Alosa fallax), minóg morski (Petromyzon marinus), minóg rzeczny (Lampetra fluviatilis), kidzina na brzegu morskim, wydra (Lutra lutra) czy foka szara (Halichoerus grypus.

## Siedliska pod ochroną(zkodem siedlisk)
- 1150 – laguny przybrzeżne,
- 1130 – estuaria,
- 2110 – inicjalne stadia nadmorskich wydm białych,
- 2120 – nadmorskie wydmy białe (Elymo-Ammophiletum),
- 2130 – nadmorskie wydmy szare,
- 2180 – lasy mieszane i bory na wydmach nadmorskich (wszystkie podtypy siedliska w obszarze),
- 2180 – 1 las brzozowo-dębowy (Betulo pendulae-Quercetum roboris),
- 2180 – 4 nadmorski bór bażynowy (Empetro nigri-Pinetum),
- 3150 – starorzecza i naturalne eutroficzne zbiorniki wodne ze zbiorowiskami z Nympheion, Potamion,
- 6430 – ziołorośla górskie (Adenostylion alliariae) i ziołorośla nadrzeczne (Convolvuletalia sepium),
- 6510 – niżowe i górskie świeże łąki użytkowane ekstensywnie (Arrhenatherion elatioris),
- 91D0 – bory i lasy bagienne (Vaccinio uliginosi Betuletum pubescentis, Vaccinio uliginosi Pinetum, Pino mugo-Sphagnetum, Sphagno girgensohnii-Piceetum) i brzozowo-sosnowe bagienne lasy borealne.

## Plan ochrony
W 2022 roku powstał plan ochrony dla tego obszaru. Składa się on z kompleksowego opracowania obejmującego opis obszaru oraz jego granic. Zidentyfikowane zostały w nim istniejące i potencjalne zagrożenia dla zachowania właściwego stanu ochrony siedlisk przyrodniczych i gatunków roślin i zwierząt, a także ich środowisk życia. Określane są w nim warunki konieczne do utrzymania lub przywrócenia właściwego stanu ochrony przedmiotów ochrony Obszaru Natura 2000, integrowania Obszaru, a także zapewnienia spójności sieci obszarów Natura 2000.  
Ponadto wskazywana jest w nim konieczność wprowadzenia zmian w istniejących studiach uwarunkowań i kierunków zagospodarowania przestrzennego gmin, jak również miejscowych planach zagospodarowania przestrzennego, aby eliminować lub ograniczać zagrożenia zarówno wewnętrzne, jak i zewnętrzne. Poddano planowaniu działania ochronne służące utrzymaniu lub przywróceniu właściwego stanu ochrony przedmiotów ochrony Obszaru Natura 2000, z uwzględnieniem wskazania podmiotów odpowiedzialnych za ich realizację. Określone również w nim zostały wskaźniki właściwego stanu ochrony siedlisk przyrodniczych oraz gatunków roślin i zwierząt, a także ich siedlisk będących przedmiotami ochrony. 
Ponadto, w planie uwzględniono sposób monitorowania realizacji zadań ochronnych i ich skutków oraz metody monitoringu stanu ochrony siedlisk przyrodniczych i gatunków roślin i zwierząt, a także ich siedlisk, będących przedmiotami ochrony. 